# منتخب إيطاليا تحت 17 سنة لكرة السلة للسيدات
منتخب إيطاليا تحت 17 سنة لكرة السلة للسيدات (بالإيطالية: Nazionale Under-16 di pallacanestro femminile dell'Italia)‏ هو ممثل إيطاليا الرسمي في المنافسات الدولية في كرة السلة للسيدات
.

## وصلات خارجية
- الموقع الرسمي